# Lepidozikania cinerascens
Lepidozikania cinerascens är en fjärilsart som beskrevs av Walker 1855. Lepidozikania cinerascens ingår i släktet Lepidozikania och familjen björnspinnare. Inga underarter finns listade i Catalogue of Life.